# Berto Cayarga
Alberto Cayarga Fernández, meglio noto come Berto Cayarga (Avilés, 17 settembre 1996), è un calciatore spagnolo, centrocampista del Real Unión.

## Carriera
Cresciuto nel settore giovanile dello Sporting Gijón, dopo un prestito al Langreo nella stagione 2015-2016 gioca con la squadra riserve fino al 2018 ottenendo nel mezzo anche la promozione in Segunda División B.
Successivamente passa al Racing Santander con cui ottiene la promozione in Segunda División ed il 17 agosto fa il suo esordio professionistico giocando il match perso 1-0 contro il Malaga.
Rimasto svincolato, nel gennaio del 2020 si accasa al FC Cartagena.

## Statistiche

### Presenze e reti nei club
Statistiche aggiornate al 24 settembre 2024.
| Stagione                | Squadra                 | Campionato              | Campionato | Campionato | Coppe nazionali | Coppe nazionali | Coppe nazionali | Coppe continentali | Coppe continentali | Coppe continentali | Altre coppe | Altre coppe | Altre coppe | Totale | Totale |
| Stagione                | Squadra                 | Comp                    | Pres       | Reti       | Comp            | Pres            | Reti            | Comp               | Pres               | Reti               | Comp        | Pres        | Reti        | Pres   | Reti   |
| ----------------------- | ----------------------- | ----------------------- | ---------- | ---------- | --------------- | --------------- | --------------- | ------------------ | ------------------ | ------------------ | ----------- | ----------- | ----------- | ------ | ------ |
| 2015-2016               | Langreo                 | TD                      | 22         | 4          |                 | -               | -               |                    | -                  | -                  |             | -           | -           | 22     | 4      |
| 2016-2017               | Sporting Gijón B        | TD                      | 18         | 4          |                 | -               | -               |                    | -                  | -                  |             | -           | -           | 18     | 4      |
| 2017-2018               | Sporting Gijón B        | SDB                     | 39         | 9          |                 | -               | -               |                    | -                  | -                  |             | -           | -           | 39     | 9      |
| Totale Sporting Gijón B | Totale Sporting Gijón B | Totale Sporting Gijón B | 57         | 13         |                 | -               | -               |                    | -                  | -                  |             | -           | -           | 57     | 17     |
| 2018-2019               | Racing Santander        | SDB                     | 39         | 4          | CR              | 4               | 0               |                    | -                  | -                  |             | -           | -           | 43     | 4      |
| 2019-gen. 2020          | Racing Santander        | SD                      | 7          | 0          | CR              | 1               | 0               |                    | -                  | -                  |             | -           | -           | 8      | 0      |
| Totale Racing Santander | Totale Racing Santander | Totale Racing Santander | 46         | 4          |                 | 5               | 0               |                    | -                  | -                  |             | -           | -           | 51     | 4      |
| gen.-giu. 2020          | FC Cartagena            | SDB                     | 7          | 1          | CR              | -               | -               |                    | -                  | -                  |             | -           | -           | 7      | 1      |
| 2020-2021               | FC Cartagena            | SD                      | 37         | 2          | CR              | 1               | 0               |                    | -                  | -                  |             | -           | -           | 38     | 2      |
| 2021-2022               | FC Cartagena            | SD                      | 36         | 3          | CR              | 2               | 1               |                    | -                  | -                  |             | -           | -           | 38     | 4      |
| Totale FC Cartagena     | Totale FC Cartagena     | Totale FC Cartagena     | 80         | 6          |                 | 3               | 1               |                    | -                  | -                  |             | -           | -           | 83     | 7      |
| gen.-giu. 2023          | Radomiak Radom          | EK                      | 16         | 0          | CP              | -               | -               |                    | -                  | -                  |             | -           | -           | 16     | 0      |
| lug.-ago. 2023          | Radomiak Radom          | EK                      | 2          | 0          | CP              | -               | -               |                    | -                  | -                  |             | -           | -           | 2      | 0      |
| Totale Radomiak Radom   | Totale Radomiak Radom   | Totale Radomiak Radom   | 18         | 0          |                 | -               | -               |                    | -                  | -                  |             | -           | -           | 18     | 0      |
| ago. 2023-2024          | Deportivo La Coruña     | PRFEF                   | 16         | 0          | CR              | 2               | 0               |                    | -                  | -                  |             | -           | -           | 18     | 0      |
| 2024-2025               | Real Unión              | PRFEF                   |            |            | CR              |                 |                 |                    | -                  | -                  |             | -           | -           |        |        |
| Totale carriera         | Totale carriera         | Totale carriera         | 239        | 27         |                 | 10              | 1               |                    | -                  | -                  |             | -           | -           | 249    | 28     |

## Palmarès

### Club

#### Competizioni nazionali
- Segunda División B: 1

Racing Santander: 2018-2019 (gruppo 2)
- Primera Federación: 1

Deportivo La Coruña: 2023-2024 (gruppo 1)